# Élie Baup

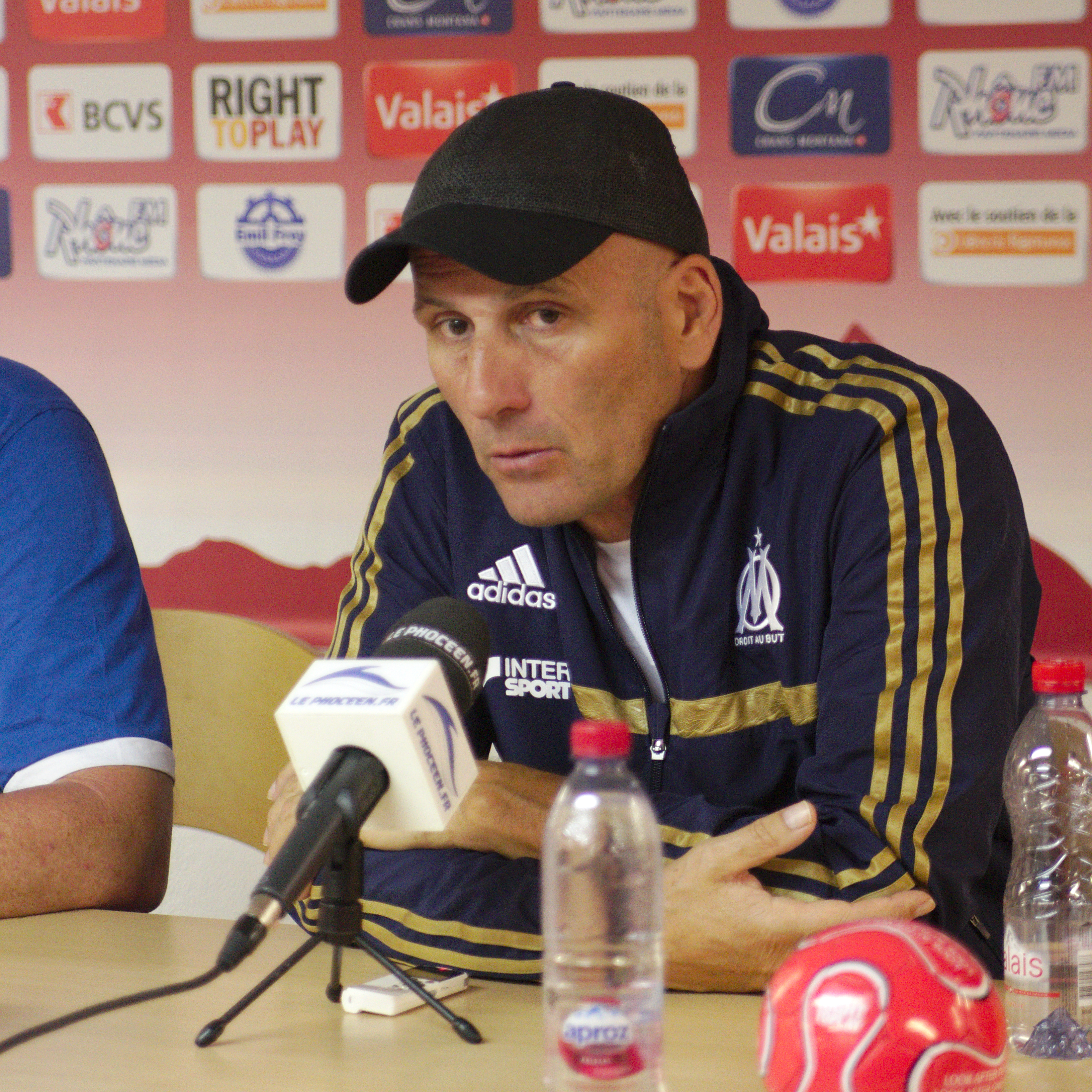
Élie Baup, 2013

Élie Baup (* 17. März 1955 in Saint-Gaudens) ist ein französischer Fußballtrainer. Von Juli 2012 bis Dezember 2013 trainierte er die Erstligaelf von Olympique Marseille.